# Sympetrum daliensis
Sympetrum daliensis là loài chuồn chuồn trong họ Libellulidae. Loài này được Zhu miêu tả khoa học đầu tiên năm 1999.